# Your Name.
Your Name. (君の名は。?, Kimi no na wa., lett. "Il tuo nome.") è un film d'animazione giapponese del 2016 scritto e diretto da Makoto Shinkai.
Prodotto da CoMix Wave Films e distribuito da Toho, il lungometraggio è correlato all'omonimo romanzo dello stesso Shinkai, pubblicato il 18 giugno 2016. Masayoshi Tanaka si è occupato del character design e il gruppo musicale Radwimps ha composto la colonna sonora. Il film è stato presentato per la prima volta all'Anime Expo 2016 svoltosi a Los Angeles, California il 3 luglio 2016, e successivamente in Giappone il 26 agosto 2016.

## Trama
Giappone, anni 2010. Mitsuha Miyamizu, una studentessa delle superiori che vive nella piccola cittadina di montagna di Itomori, nei pressi di Tokyo, abita in un tempio insieme alla sorella minore, Yotsuha, e all'anziana nonna Hitoha, sacerdotessa. Il padre è il sindaco del paese e le impartisce una rigida educazione. La ragazza ha un unico desiderio, quello di abitare nella grande Tokyo. Taki Tachibana, invece, è un liceale che vive nel centro di Tokyo e svolge un lavoro part-time nel ristorante italiano Il giardino delle parole (riferimento alla precedente opera di Shinkai). Improvvisamente comincia ad accadere che, in alcuni giorni, i due si scambino, ovvero Mitsuha si svegli nel corpo di Taki e viceversa.
Dopo aver compreso quanto accaduto, i due cercano di comunicare fra loro scambiandosi messaggi scritti su carta, o promemoria sul cellulare, poiché gli scambi sembrano durare solo fino al giorno successivo. Abituatisi alla strana situazione, iniziano ad intervenire l'uno sulla vita dell'altra: Mitsuha organizza per Taki il primo appuntamento con la collega Miki Okudera, una ragazza più grande che lavora con lui al ristorante, della quale è innamorato, mentre Taki aiuta Mitsuha ad essere più popolare a scuola. La ragazza, che fino a quel momento aveva desiderato aiutare Taki nella sua vita sentimentale, proprio il giorno dell'appuntamento si mette a piangere, capendo che avrebbe voluto essere lei ad uscire con Taki: vivendo la sua vita si era infatti innamorata di lui. Successivamente, Mitsuha racconta a Taki di una cometa che passerà vicino al Giappone proprio nel giorno del suo appuntamento e della festa d'autunno del suo paese, ma il ragazzo non capisce di cosa parli Mitsuha, in quanto non erano previste comete in quel periodo.
La sera della festa Taki cerca invano di telefonare a Mitsuha. Successivamente si accorge che per loro non è più possibile scambiarsi i corpi. Così pochi giorni dopo decide di andare direttamente al paese di Mitsuha per incontrarla. Preoccupati per il recente comportamento bizzarro di Taki, che ha raccontato tutto agli amici, Okudera e l'amico Tsukasa si uniscono alla ricerca. Senza conoscere il nome del villaggio, Taki si reca con loro in varie aree rurali del Giappone, chiedendo informazioni e mostrando i suoi disegni del posto alla gente. Alla fine riesce a sapere il nome del paese, Itomori, da un anziano proprietario di un ristorante che era nato lì, ma gli viene purtroppo raccontato che tre anni prima, durante la festa del paese, un frammento che si era distaccato dalla cometa Tiamat, che era passata vicino alla Terra, era precipitato su di esso, distruggendolo ed uccidendo molti degli abitanti. Cercando fra le notizie riguardanti l'incidente in una biblioteca, Taki scopre che anche Mitsuha è morta quel giorno, capendo così che in realtà c'erano sempre tre anni di differenza tra ogni loro scambio.
Taki, inizialmente disperato, riflette sull'intreccio del tempo che c'è stato, con il loro contatto avvenuto a distanza di tre anni, e si reca al santuario del dio protettore locale Musubi, poco distante da Itomori, che era stato anche l'ultimo luogo visitato da Taki nel corpo della ragazza. Dopo essere entrato nel luogo sacro, decide di bere del kuchikamizake preparato da Mitsuha e che lui stesso, nei panni di lei, aveva lasciato lì come offerta, riuscendo in questo modo a ricongiungersi al corpo di Mitsuha prima della caduta della cometa. Si risveglia così nuovamente nell'ultimo giorno prima dell'arrivo della cometa, e - consapevole che non ci saranno altri scambi di corpo dopo quello - escogita con gli amici di lei un piano per far evacuare il paese, capendo cosa sia successo: parlando con lui, la nonna gli racconta che questo potere apparteneva già a lei e a sua figlia, la madre di Mitsuha: una sorta di potere di origine divina per salvaguardare la città. Taki corre quindi ad incontrare la ragazza in cima al monte Hida, che circonda il santuario: qui i due si trovano per un breve lasso di tempo, nella stessa linea temporale, ed emozionati possono finalmente toccarsi. Taki le raccomanda di convincere il padre, il sindaco, a far evacuare il paese, poiché la caduta della cometa avrebbe causato la distruzione di tutto il villaggio.
I due ragazzi hanno paura che al tramonto del sole, dopo il crepuscolo, potrebbero dimenticare quanto successo all'altro, così decidono di scriversi i rispettivi nomi uno sulla mano dell'altro; Mitsuha però scompare prima di avere scritto il suo, mentre Taki è riuscito a scrivere qualcosa. Ritornati nel proprio corpo, come da loro previsto, i due non riescono più a ricordarsi il nome dell'altro. La ragazza si guarda la mano in cerca del nome, ma scoprirà che Taki è riuscito soltanto a scriverle «Ti amo» senza completare con il proprio nome. Tuttavia la città non è ancora salva, e con rinnovata determinazione Mitsuha porta avanti il piano, purtroppo fermato dal padre, che non le crede. Ma lei non demorde e corre nuovamente dal padre per cercare di evacuare il paese e cambiare così il corso degli eventi: poco dopo il frammento di cometa si schianta su Itomori, radendola al suolo.

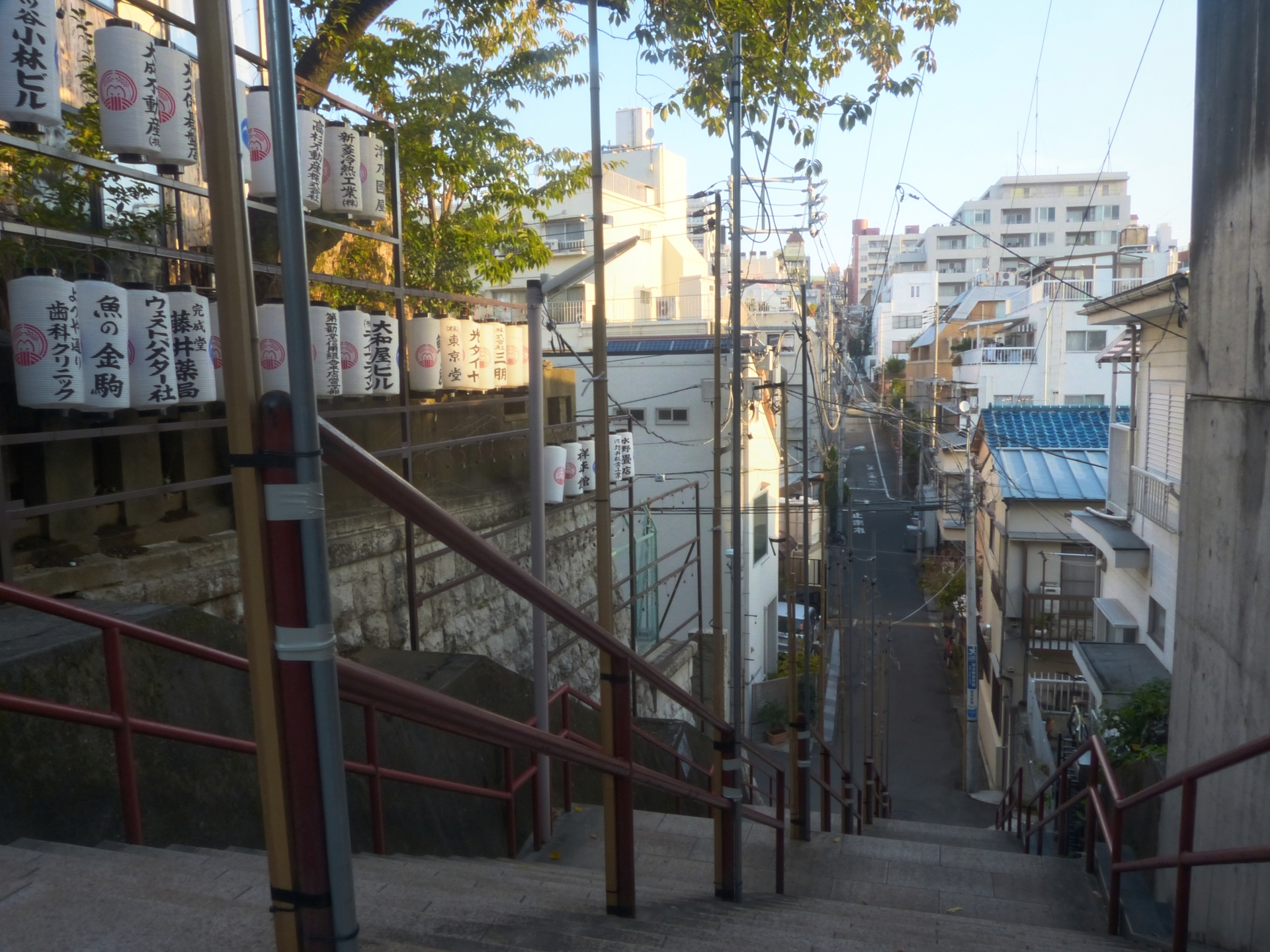
Scalinata del tempio di Suga

Otto anni dopo lo schianto della cometa, e cinque anni dopo per il presente di Taki, si viene a sapere che quella volta Mitsuha riuscì a convincere il padre a far evacuare il paese appena in tempo e a scongiurare la strage. Il ragazzo, intanto, si è laureato e sta cercando un lavoro, ma ha ancora la costante sensazione di dover ritrovare qualcosa o qualcuno, di sentirsi incompleto, e l'unico indizio che ha è questo legame con Itomori, dove tutto gli sembra stranamente familiare. Mentre i due si trovano su treni diversi e guardano il finestrino, quando i mezzi scorrono l'uno accanto all'altro, i loro sguardi si incrociano, suscitando in Mitsuha e Taki una strana e intensa sensazione: entrambi scendono alla fermata successiva ed iniziano a cercarsi, incontrandosi infine ai piedi di una scalinata e passandosi poi accanto esitanti ed incerti. Quando Taki trova il coraggio di rivolgere la parola a Mitsuha i due capiscono di essersi ritrovati e, piangendo, si chiedono: "Qual è il tuo nome?".

## Personaggi
Taki Tachibana (立花 瀧?, Tachibana Taki)
È, assieme a Mitsuha, il protagonista della storia. È un liceale che vive a Tokyo, semplice e di buon cuore, un po' irascibile. Lavora part-time come cameriere in un ristorante italiano, dove conosce la direttrice di sala Miki per cui prende una cotta. È appassionato di architettura e arte, alla fine del film infatti lo si vede alla ricerca di un lavoro in questo settore. Bravissimo a disegnare. È molto determinato in quello che fa, sarà lui a prendere in mano la situazione dopo aver perso i contatti con Mitsuha, innescando la serie di eventi che porterà lei stessa a diventare determinata e a salvare il paese.
Mitsuha Miyamizu (宮水 三葉?, Miyamizu Mitsuha)
Protagonista femminile, è una studentessa delle superiori che vive nel piccolo paese di Itomori. Non sopporta la sua città e vorrebbe vivere a Tokyo, essendo insofferente in particolare alle usanze portate avanti dalla nonna, per le quali spesso viene presa in giro a scuola; inoltre, non ha un buon rapporto col padre, che si è immerso nella politica abbandonando lei e la sorella in seguito alla morte della loro madre. Proprio per questo vorrebbe essere un ragazzo e abitare in una grande città. Ha ereditato un potere nella sua famiglia che le permette di scambiarsi con un'altra persona in tempo e luogo diverso. È solita legarsi i capelli in due trecce, unite poi da un cordino rosso; ha un debole per le caffetterie.

### Tokyo
Miki Okudera (奥寺 ミキ?, Okudera Miki)
Studentessa universitaria, lavora nello stesso ristorante di Taki, a cui dà una possibilità di uscire dopo averne visto il lato premuroso e dolce (ossia i momenti in cui Mitsuha prendeva il suo posto). Hanno anche un primo appuntamento grazie a Mitsuha, che però si rivela un fallimento, dal momento che Miki capisce l'interesse di Taki per un'altra ragazza (che era Mitsuha). Nonostante questo, rimane molto legata al ragazzo, tanto da accompagnarlo alla ricerca di Itomori. Alla fine del film si scopre che si è sposata, e augura a Taki di trovare la sua metà.
Tsukasa Fujii (藤井 司?, Fujii Tsukasa)
È un amico e compagno di classe di Taki. Quando Mitsuha prende il corpo di Taki, nota il cambio di comportamento e comincia a preoccuparsi, decidendo poi di seguirlo nella ricerca di Mitsuha.
Shinta Takagi (高木 真太?, Takagi Shinta)
È un amico e compagno di classe di Taki, sempre ottimista e disponibile a dare una mano.

### Itomori
Katsuhiko Teshigawara (勅使河原 克彦?, Teshigawara Katsuhiko)
Amico e compagno di classe di Mitsuha, è abile con l'elettricità e gli esplosivi perché aiuta il padre, impresario edile, nel suo lavoro. Sarà lui quello che aiuterà maggiormente la sua amica a far evacuare la città, portando avanti il piano insieme a Sayaka. Inizialmente innamorato di Mitsuha, si vede alla fine del film progettare il matrimonio con Sayaka, con cui si è, appunto, fidanzato.
Sayaka Natori (名取 早耶香?, Natori Sayaka)
È un'amica e compagna di classe di Mitsuha, segretamente innamorata di Katsuhiko, cui ha nascosto la propria attrazione a causa della sua timidezza; alla fine del film i due si sposeranno. È una ragazza riservata e diligente, che lavora anche nella stazione radiofonica della scuola. Anche lei, come Mitsuha, ha un debole per le caffetterie.
Hitoha Miyamizu (宮水 一葉?, Miyamizu Hitoha)
Sacerdotessa del tempio della famiglia Miyamizu (il cui cognome significa letteralmente "acqua del tempio"), nonna di Mitsuha e Yotsuha. È esperta nel kumihimo, uno speciale tipo di tessitura che si tramanda da generazioni nella sua famiglia, con cui lei e le nipoti intrecciano i cordoncini utilizzati nel tempio. Taki, nel corpo di Mitsuha, scopre che anche la madre della ragazza, e prima ancora la nonna, hanno avuto delle connessioni come la loro, interpretate come "sogni", da giovani, ma che rappresentano un grande potere.
Yotsuha Miyamizu (宮水 四葉?, Miyamizu Yotsuha)
È la sorella minore di Mitsuha, che vive con lei e la nonna. Viziata e irrispettosa, è comunque molto affezionata alla sorella, anche se talvolta la considera strana, anche per il comportamento di Taki nel corpo di Mitsuha. Aiuta spesso la nonna a preparare il kumihimo e il kuchikamizake. Alla fine del film la si vede frequentare il liceo.
Toshiki Miyamizu (宮水 俊樹?, Miyamizu Toshiki)
Padre di Mitsuha e Yotsuha, è anche il sindaco di Itomori. Addolorato per la morte prematura di sua moglie, si rifiuta di convivere con le tradizioni del tempio e finisce con l'allontanarsi dalle sue figlie. Si dimostra essere molto freddo e pretende disciplina dalle due ragazze.
Futaba Miyamizu (宮水 二葉?, Miyamizu Futaba)
È la madre di Mitsuha e Yotsuha, deceduta in età prematura per via di una malattia non specificata.
Yukari Yukino (雪野 百香里?, Yukino Yukari)
Insegnante di letteratura giapponese di Mitsuha, Katsuhiko e Sayaka, è la protagonista del precedente lavoro di Shinkai, Il giardino delle parole.

## Produzione
Shinkai ha tratto ispirazione da diverse opere precedenti di altri autori, fra cui Boku wa Mari no naka di Shūzō Oshimi, Ranma ½ di Rumiko Takahashi, Torikaebaya Monogatari (un romanzo giapponese del Periodo Heian) e il racconto La cassetta di sicurezza, di Greg Egan, presente nella raccolta Axiomatic. Luoghi come il villaggio di Itomori sono di fantasia, ma ne appaiono di esistenti realmente come la città di Tokyo o quella di Hida. Nel film appare anche la biblioteca dell'ultima città nominata, la Hida City Library. Anche il lago Itomori viene ispirato da un altro lago, il lago Suwa.
La produzione di Your Name. è durata all'incirca poco più di due anni e la casa produttrice è stata la CoMix Wave Films. L'incontro fra il regista Makoto Shinkai e il produttore Genki Kawamura avvenne nel maggio 2014. Nel luglio dello stesso anno fu presentato un primo progetto riguardante l'opera, e dal mese successivo iniziò la produzione vera e propria, della durata di più di un anno e mezzo. Nel mese di ottobre il produttore contattò Radwimps per le musiche, e a dicembre avvenne un incontro fra Makoto Shinkai e un membro della band, Yojiro Noda. Le registrazioni delle musiche terminarono nel marzo 2015. Nel gennaio 2015 fu creato un comitato per la supervisione del lavoro, mentre nel mese successivo il direttore dell'animazione iniziò a lavorare sull'animazione dei personaggi. Ad aprile l'opera era già stata completamente animata, ma è stata successivamente perfezionata fra maggio e agosto. Nel mese di settembre venivano scelti i doppiatori, e dal mese di dicembre iniziava la promozione di Your Name.
Nel marzo 2016 veniva scritto da Makoto Shinkai il libro omonimo legato al film, successivamente pubblicato il 18 giugno 2016 da Kadokawa. Nel mese di luglio la produzione era ormai terminata.

## Colonna sonora
La colonna sonora di Your Name. è stata composta da Yojiro Noda, cantante e leader della band Radwimps. Il regista, Makoto Shinkai, gli ha richiesto appositamente di comporre "in modo che la musica fosse un completamento al dialogo o al monologo dei personaggi". Sul suo sito ufficiale, Makoto Shinkai ha successivamente manifestato apprezzamento per il lavoro svolto dai Radwimps.
La musica del film ha ricevuto il plauso sia del pubblico che della critica e viene considerato uno dei fattori del successo al box office del film. La colonna sonora ha vinto inoltre il 2º premio nella categoria Miglior colonna sonora ai Newtype Anime Awards del 2016, mentre la canzone Zenzenzense (lett. "Vita prepreprecedente") ha vinto il 2º premio nella categoria Miglior canzone. Quest'ultima canzone, inizialmente, avrebbe dovuto essere quella d'apertura del film.

### Album
Un album, l'ottavo dei Radwimps, è stato pubblicato in Giappone con lo stesso titolo del film il 24 agosto 2016 con l'etichetta EMI Records. A una settimana dalla pubblicazione, ha venduto 58 000 copie, a cui se ne sono aggiunte altre 39.000 in quella successiva. L'album è stato inoltre al primo posto per due settimane consecutive (5 e 12 settembre 2016) nella classifica settimanale Oricon Albums Chart.

#### Tracce
1. Yume tōrō (夢灯籠 ?  lett. "La lanterna dei sogni") – 2:09
2. Mitsuha no tsūgaku (三葉の通学 ?  lett. "La strada per scuola di Mitsuha") – 1:07
3. Itomori kōkō (糸守高校 ?  lett. "La scuola superiore di Itomori") – 1:48
4. Hajimete no, Tōkyō (はじめての、東京 ?  lett. "La prima volta a Tokyo") – 1:16
5. Akogare cafe (憧れカフェ ?  lett. "La tanto desiderata caffetteria") – 1:29
6. Okudera-senpai no theme (奥寺先輩のテーマ?, Okudera-senpai no tēma, lett. "Tema della senpai Okudera") – 2:06
7. Futari no ihen (ふたりの異変 ?  lett. "Il loro strano fenomeno") – 2:36
8. Zenzenzense (前前前世 (movie ver.) ?  lett. "Vita prepreprecedente (movie ver.)") – 4:44
9. Goshintai (御神体 ?  lett. "Il simbolo sacro") – 3:24
10. Date (デート?, Dēto, lett. "Appuntamento") – 4:03
11. Akimatsuri (秋祭り ?  lett. "Il festival autunnale") – 1:06
12. Kioku o yobiokosu Taki (記憶を呼び起こす瀧 ?  lett. "Taki mentre rievoca i ricordi") – 1:40
13. Hida tanbō (飛騨探訪 ?  lett. "Ricerca a Hida") – 1:29
14. Kieta machi (消えた町 ?  lett. "La città scomparsa") – 1:55
15. Toshokan (図書館 ?  lett. "Biblioteca") – 1:42
16. Ryokan no yoru (旅館の夜 ?  lett. "Notte in albergo") – 1:29
17. Goshintai e futatabi (御神体へ再び ?  lett. "Di nuovo al simbolo sacro") – 2:21
18. Kuchikamizake trip (口噛み酒トリップ?, Kuchikamizake torippu, lett. "Il viaggio del kuchikamizake") – 2:55
19. Sakusen kaigi (作戦会議 ?  lett. "Incontro strategico") – 2:20
20. Chōchō settoku (町長説得 ?  lett. "Convincere il sindaco") – 2:45
21. Mitsuha no theme (三葉のテーマ?, Mitsuha no tēma, lett. "Tema di Mitsuha") – 4:02
22. Mienai futari (見えないふたり ?  lett. "La coppia invisibile") – 0:50
23. Katawaredoki (かたわれ時 ?  lett. "Il katawaredoki") – 2:47
24. Sparkle (movie ver.) (スパークル (movie ver.)?, Supākuru (movie ver.), lett. "Scintilla (movie ver.)") – 8:54
25. Date 2 (デート2?, Dēto 2, lett. "Appuntamento 2") – 2:09
26. Nandemonaiya (movie edit) (なんでもないや (movie ver.) ?  lett. "Non è niente (movie edit)") – 3:15
27. Nandemonaiya (movie ver.) (なんでもないや (movie ver.) ?  lett. "Non è niente (movie ver.)") – 5:44

Durata totale: 72:05

## Distribuzione
Prima di uscire nelle sale cinematografiche dei rispettivi paesi, Your Name. è stato spesso proiettato in vari festival legati al cinema o all'animazione giapponese. Tuttavia, non è mai stato mostrato in anteprima in Italia e il primo trailer del film in lingua italiana è stato trasmesso dal 6 dicembre 2016. Il film è stato poi distribuito in 92 paesi. Pubblicato in Giappone da Toho il 26 agosto 2016, in Italia è stato proiettato in circa 160 sale dal 23 al 25 gennaio 2017 grazie a una collaborazione fra Dynit e Nexo Digital.

### Date di anteprima
Le date di anteprima internazionali di Your Name. sono state:
- 3 luglio 2016 negli Stati Uniti, Los Angeles (Anime Expo 2016)[17]
- 7 luglio in Giappone, Tokyo[18]
- 22-24 luglio in Spagna, San Sebastiàn (Festival internazionale del cinema di San Sebastián)[19]
- 9, 12 e 15 ottobre in Corea del Sud, Pusan(Festival internazionale del cinema di Pusan)[20]
- 14-16 ottobre nel Regno Unito, Londra (BFI London Film Festival)
- 22 ottobre nel Regno Unito, Scozia (Scotland Loves Anime)[21]
- 23 ottobre in Corea del Sud, Bucheon (Bucheon International Fantastic Film Festival)[22]
- 27 ottobre in Giappone, Tokyo (Tokyo International Film Festival)
- 6 novembre nel Regno Unito, Scozia (Discovery Film Festival 2016)
- 13 novembre negli Stati Uniti, Hawaii (Hawaii International Film Festival)[23]
- 20 novembre in Svezia, Stoccolma (Festival del cinema di Stoccolma)
- 26-27 novembre in Argentina, Mar del Plata (Festival internazionale del cinema di Mar del Plata)[24]
- 3-4 dicembre in Messico, Città del Messico (Expo Japan)[25]
- 9-14 dicembre negli Emirati Arabi Uniti, Dubai (Festival internazionale del cinema di Dubai)[26]

### Date di uscita
Le date di uscita internazionali di Your Name. sono state:
- 26 agosto 2016 in Giappone (君の名は?, Kimi no na wa.), distribuito da Toho
- 21 ottobre a Taiwan (你的名字S), ifilm [tw][27]
- 3 novembre a Singapore (你的名字S), Purple Plan[28]
- 10 novembre in Thailandia (หลับตาฝัน ถึงชื่อเธอ), M Pictures[29]
- 11 novembre a Hong Kong e Macao (你的名字S), Neofilms[30]
- 24 novembre in Australia, Regno Unito e Irlanda (Your Name.), Madman Entertainment (Australia) e Anime Limited (Regno Unito, Irlanda)[31][32]
- 1º dicembre in Nuova Zelanda (Your Name.), Madman Entertainment[32]
- 2 dicembre in Cina (你的名字S), Huaxia Film Distribution[33]
- 7 dicembre in Indonesia (Your Name.), Encore Films[34]
- 8 dicembre in Malaysia (你的名字S), Purple Plan[35]
- 14 dicembre nelle Filippine (Your Name.), Pioneer Films[36]
- 28 dicembre in Francia (Your Name.), Eurozoom[37]
- 5 gennaio 2017 in Corea del Sud (너의 이름은.?), Media Castle[38]
- 13 gennaio in Vietnam (Your Name. - Tên cậu là gì?), Encore Films
- 23 gennaio in Italia (Your Name.), Dynit e Nexo Digital[39]
- 7 aprile in Spagna (Tu nombre.)
- 2017 negli Stati Uniti e in Canada (Your Name.), Funimation
- 2017 in Messico (Arcade Media)
- 2017 in Russia (Твое имя), Istari Comics e Cinema Galaxy

## Accoglienza

### Incassi
Your Name. si è rivelato un successo commerciale, sia riguardo al mercato del cinema che a quello dell'home video. Nel primo weekend di proiezione il film aveva già guadagnato in Giappone 930 milioni di yen ed era stato visto da 688.000 persone ed è il quarto film più visto della nazione, dietro Frozen - Il regno di ghiaccio, Titanic e La città incantata; è inoltre, con un totale parziale di oltre 350 milioni di dollari, l'anime con il maggiore numero di incassi nella storia. Al di fuori del Giappone, il film ha avuto incassi considerevoli in: Thailandia (1,2 milioni), Cina (83,6 milioni), Francia (1,4 milioni) e Corea del Sud (25,5 milioni), mentre l'incasso è stato inferiore al milione di dollari in paesi quali l'Australia (771.000 dollari), il Regno Unito (466.000 dollari), e la Nuova Zelanda (101.000 dollari).
In Italia Your Name. ha incassato in totale 541.543 € grazie a un'affluenza di 53.666 spettatori. Gli incassi hanno registrato una crescita continua, passando dai 113.306 euro del primo giorno ai 231.170 del terzo. Il risultato ha poi convinto la distribuzione a riportare il film nelle sale per altre due giornate, il 31 gennaio e il 1º febbraio 2017, e successivamente anche il 9 e il 10 febbraio 2017. Come evento speciale è stata confermata un'ulteriore data per il 14 febbraio 2017, portandolo al cinema per la quarta volta. L'incasso totale è stato di circa 700.000 €.

### Critica
Your Name. ha ricevuto ottime opinioni dalla maggior parte della critica cinematografica: sul sito Rotten Tomatoes il film ha una "freschezza" del 98%, basata su 116 recensioni, e un punteggio medio di 8.2/10. Viene così descritto: "Your Name., una storia meravigliosamente animata ed estremamente emozionante, aggiunge un altro capitolo alla filmografia dello sceneggiatore e regista Makoto Shinkai". Similmente, sul sito Metacritic, che raccoglie opinioni di critici e pubblico, il film ha ricevuto 79/100 di valutazione, basandosi su 26 recensioni di critici, mentre il voto degli utenti è di 8.8/10. Sul sito IMDb, Your Name. ha ottenuto un voto di 8,4/10 dal pubblico.
Mark Schilling, del The Japan Times, assegna a Your Name. una valutazione di 4/5, apprezzandone l'animazione per "l'unione di magnifici, realistici dettagli e di fantasia nata dall'emozione" e criticando l'uso eccessivo di gag basate sull'imbarazzo e la goffaggine dei protagonisti alle prese l'uno con il differente sesso dell'altra, affermando che esse "sono abbastanza carine, ma come lo sono altre simili in dozzine di serie TV locali". Inoltre afferma che il finale è "una sorpresa solo per chi non ha mai visto un seishun eiga (film sulla gioventù) giapponese".
Mark Kermode, del quotidiano britannico The Guardian, l'ha inserito al nono posto nella classifica dei migliori film distribuiti nel suo paese nel 2016.

## Riconoscimenti
- 2016 – Sitges - Festival internazionale del cinema fantastico della Catalogna[56]
  - Miglior film d'animazione
- 2016 – BFI London Film Festival[57]
  - Candidato a miglior film
- 2016 – Bucheon International Animation Festival[58]
  - Miglior film d'animazione - Menzione d'onore
  - Miglior film d'animazione - Premio del pubblico
- 2016 – Tokyo International Film Festival[59]
  - Premio Arigatō a Makoto Shinkai
- 2016 – Japan Record Award[60]
  - Premio speciale ai Radwimps
- 2016 – Yahoo! Japan Search Awards[61]
  - Miglior film
- 2016 – Newtype Anime Awards[62]
  - Miglior film d'animazione
  - Candidato per la miglior colonna sonora
  - Candidato per la miglior sigla ai Radwimps
  - Candidato per la miglior regia a Makoto Shinkai
  - Candidato per la miglior sceneggiatura a Makoto Shinkai
- 2016 – Hochi Film Award[63]
  - Premio speciale
- 2016 – Nikkan Sports Film Award[64]
  - Miglior regista a Makoto Shinkai
- 2016 – Los Angeles Film Critics Association[65]
  - Miglior film d'animazione
- 2016 – Women Film Critics Circle[66]
  - Candidato per il miglior personaggio femminile animato a Mitsuha Miyamizu
- 2017 – Annie Award[67]
  - Candidato a miglior film d'animazione indipendente
  - Candidato per la miglior regia in un film d'animazione a Makoto Shinkai
- 2017 – Satellite Award[68]
  - Candidato a miglior film d'animazione o a tecnica mista
- 2017 – Mainichi Film Concours[69]
  - Miglior film d'animazione

## Altri media
Oltre al film, il franchise di Your Name. comprende altre opere, tra cui romanzi, manga e guide al film. Nel solo mese di dicembre 2016, le vendite di questi prodotti sono ammontate a circa 2,5 milioni di copie.

### Romanzi
Shōsetsu: kimi no na wa. (小説 君の名は。?), pubblicato in Italia con lo stesso titolo del film, è il romanzo ufficiale di Your Name., scritto dal regista e sceneggiatore Shinkai, che lo considera però "una nuova versione del film": nella postfazione, l'autore esordisce dichiarando che in origine non aveva intenzione di scrivere il romanzo, poiché riteneva che un film d'animazione fosse la forma più adatta per raccontare la storia. Il libro nasce come una trasposizione del film, ma viene pubblicato prima e quindi lo stesso Shinkai non sa stabilire quale delle due versioni sia l'originale. In realtà, le due opere sono complementari dato che, pur trattando la stessa trama senza apportarvi grosse differenze, ciascuna la racconta in modo diverso, arricchendosi di dettagli che l'altra versione non ha: il libro è raccontato in prima persona da Taki e Mitsuha, e quindi può esplorare meglio i loro pensieri, mentre il film racconta alcune sequenze in terza persona, mostrando delle scene in cui i due protagonisti non sono presenti. Il romanzo è stato pubblicato in patria da Kadokawa nel giugno 2016, e già nel mese di settembre 2016 aveva venduto più di un milione di copie. In Italia è edito da J-Pop e al febbraio 2017 è rientrato nella lista dei cinquanta libri più venduti nel circuito di librerie di Feltrinelli.
| Titolo italiano Giapponese 「Kanji」 - Rōmaji             | Data di prima pubblicazione           | Data di prima pubblicazione            |
| Titolo italiano Giapponese 「Kanji」 - Rōmaji             | Giapponese                            | Italiano                               |
| your name. 「小説 君の名は。」 - Shōsetsu: kimi no na wa. | 18 giugno 2016 ISBN 978-4-04-102622-9 | 18 gennaio 2017 ISBN 978-88-688-3979-6 |

Copertina dell'edizione italiana del romanzo, raffigurante Taki Tachibana a sinistra e Mitsuha Miyamizu a destra

Un'edizione per bambini, sempre scritta da Shinkai e pubblicata da Kadokawa il 15 agosto 2016 con ISBN 978-4-04-631641-7, è stata proposta con le illustrazioni dell'artista Chico e annotazioni ruby in furigana per rendere più facile la lettura ai bambini. Inoltre, per adattare il testo a un pubblico più giovane, sono state apportate alcune modifiche a riferimenti sessuali presenti nella versione originale. Ad esempio, quando Taki si risveglia in un corpo femminile decide di "palparsi" il seno nell'originale e di "provare a toccarselo" in questa versione, e poi sono state tagliate alcune considerazioni che Mitsuha fa sul "suo" membro maschile, in particolare una frase che compare nella scena in cui lo vede per la prima volta e il suo commento rabbioso sulle difficoltà incontrate nel fare la pipì.
Un altro romanzo, intitolato your name. Another Side: Earthbound (君の名は。 Another Side: Earthbound ?  lett. "Il tuo nome. - Un altro punto di vista: ai confini della terra") e scritto da Arata Kano con le illustrazioni di Masayoshi Tanaka, contiene quattro racconti, ognuno dei quali visto in maniera diversa, a seconda della prospettiva di Taki, Katsuhiko, Mitsuha e Toshiki Miyamizu. In Giappone è stato pubblicato nell'agosto 2016, mentre in Italia è edito dal febbraio 2018 da J-Pop.
| Titolo italiano Giapponese 「Kanji」 - Rōmaji                                                                           | Data di prima pubblicazione          | Data di prima pubblicazione             |
| Titolo italiano Giapponese 「Kanji」 - Rōmaji                                                                           | Giapponese                           | Italiano                                |
| your name. Another Side: Earthbound 「君の名は。 Another Side: Earthbound」 - Kimi no na wa. - Another Side: Earthbound | 1 agosto 2016 ISBN 978-4-04-104659-3 | 28 febbraio 2018 ISBN 978-88-327-5037-9 |

### Manga
Un adattamento manga di Your Name., disegnato da Ranmaru Kotone, è stato serializzato sulla rivista Monthly Comic Alive di Media Factory dal 27 maggio 2016 al 27 gennaio 2017. Tre volumi in formato tankōbon sono stati pubblicati dall'agosto 2016 all'aprile 2017; in Italia, il manga è stato pubblicato sempre da J-Pop a partire dal settembre dello stesso anno. La casa editrice italiana ha anche pubblicato un box contenente i tre volumi.
L'adattamento manga di your name. Another Side: Earthbound è stato invece pubblicato sul servizio di distribuzione gratuito gestito dalla Cygames a partire dal 15 agosto 2017. I capitoli sono poi stati raccolti in due tankōbon, pubblicati dalla Kadokawa rispettivamente nel febbraio 2018 e luglio 2019. In Italia, i due volumi sono stati pubblicati da J-Pop nel 2020, sia singolarmente sia in un box.
| your name. (3 volumi)                            | |                        |                   |                        |
| 1                                                | 23 agosto 2016 | ISBN 978-4-04-068509-0 | 27 settembre 2017 | ISBN 978-88-688-3993-2 |
| 2                                                | 23 dicembre 2016 | ISBN 978-4-04-068591-5 | 25 ottobre 2017   | ISBN 978-88-688-3994-9 |
| 3                                                | 22 aprile 2017 | ISBN 978-4-04-069170-1 | 29 novembre 2017  | ISBN 978-88-688-3995-6 |
| your name. - Another Side: Earthbound (2 volumi) | |                        |                   |                        |
| 1                                                | 23 febbraio 2018 | ISBN 978-4-04-069649-2 | 3 giugno 2020     | ISBN 978-88-349-0134-2 |
| 1                                                | Capitoli - 00. Prologo - 01. Considerazioni sul reggiseno (1) - 02. Considerazioni sul reggiseno (2) - 03. Scrap and build (1) - 04. Scrap and build (2) - 05. Scrap and build (3) - 06. Scrap and build (4) - Postfazione                           |                        |                   |                        |
| 2                                                | 16 luglio 2019 | ISBN 978-4-04-065562-8 | 1 luglio 2020     | ISBN 978-88-349-0135-9 |
| 2                                                | Capitoli - 07. Earthbound (1) - 08. Earthbound (2) - 09. Earthbound (3) - 10. Ciò che tu hai legato (1) - 11. Ciò che tu hai legato (2) - 12. Ciò che tu hai legato (3) - 13. Ciò che tu hai legato (4) - Capitolo finale. Ciò che tu hai legato (5) |                        |                   |                        |

### Guida visiva
your name. The official visual guide (新海誠監督作品 君の名は。公式ビジュアルガイド?, Shinkai Makoto kantoku sakuhin: Kimi no na wa. kōshiki bijuaru gaido) è la guida visiva di Your Name., scritta da Shinkai e pubblicata da Kadokawa il 27 agosto 2016; in Italia è edita da J-Pop.
| Titolo italiano Giapponese 「Kanji」 - Rōmaji | Data di prima pubblicazione           | Data di prima pubblicazione             |
| Titolo italiano Giapponese 「Kanji」 - Rōmaji | Giapponese                            | Italiano                                |
| your name. The official visual guide 「新海誠監督作品 君の名は。公式ビジュアルガイド」 - Shinkai Makoto kantoku sakuhin: Kimi no na wa. kōshiki bijuaru gaido | 27 agosto 2016 ISBN 978-4-04-104780-4 | 10 novembre 2021 ISBN 978-88-349-0233-2 |

### Magazine
Il magazine Shinkai Makoto Walker (新海 誠Walker?) contiene spiegazioni e guide su opere di Shinkai, fra cui 5 cm al secondo, Viaggio verso Agartha, Il giardino delle parole e Your Name. È disponibile dal 26 agosto 2016 con il codice ISBN 978-4-04-895696-3.